# Virgin Steele
Virgin Steele – zespół muzyczny ze Stanów Zjednoczonych grający heavy/power metal, z elementami symfonicznymi i progresywnymi. Zespół został założony w 1981 roku przez Jacka Starra.

## Muzycy

### Członkowie zespołu
- David DeFeis – śpiew, instrumenty klawiszowe (od 1981)
- Edward Pursino – gitara elektryczna (od 1985)
- Joshua Block – gitara basowa (od 2001)
- Frank Gilchriest – perkusja (od 2001)

### Byli członkowie
- Jack Starr – gitara (1981–1984)
- Kelly Nichols – gitara basowa (1981)
- Joe O’Reilly – gitara basowa (1981–1992)
- Teddy Cook – gitara basowa (1992)
- Rob DeMartino – gitara basowa (1993–2001)
- Joey Ayvazian – perkusja (1981–1995)
- Frank Zummo – perkusja (2001)

## Dyskografia
- Virgin Steele (1982)
- Guardians Of The Flame (1983)
- Wait For The Night (1983) (EP)
- Burn The Sun (1984) (Best of/Kompilacja)
- Noble Savage (1986)
- Age Of Consent (1988)
- Tale Of The Snakeskin Voodoo Man (1992) (Video/VHS)
- Snakeskin Voodoo Man (1992) (singel)
- Life Among The Ruins (1993)
- The Marriage Of Heaven & Hell: Part I (1994)
- The Marriage Of Heaven & Hell: Part II (1995)
- Through Blood And Fire (1998) (singel)
- Invictus (1998)
- The House Of Atreus: Act I (1999)
- Magick Fire Music (2000) (EP)
- The House Of Atreus: Act II (2000)
- Hymns to Victory (2002) (Best of/Kompilacja)
- The Book Of Burning (2002) (Best of/Kompilacja)
- Visions Of Eden (2006)
- The Black Light Bacchanalia (2010)